# Freixo de Espada à Cinta
Freixo de Espada à Cinta is een plaats en gemeente in het Portugese district Bragança.
De gemeente heeft een totale oppervlakte van 245 km² en telde 4184 inwoners in 2001.

## Kernen
- Fornos
- Freixo de Espada à Cinta
- Lagoaça
- Ligares
- Mazouco
- Poiares

Alfândega da Fé · Bragança · Carrazeda de Ansiães · Freixo de Espada à Cinta · Macedo de Cavaleiros · Miranda do Douro · Mirandela · Mogadouro · Torre de Moncorvo · Vila Flor · Vimioso · Vinhais